# Louis Partridge
Louis Partridge (Wandsworth, London, 2003. június 3. –) angol színész, modell. 
Legismertebb filmes szerepe Viscount Tewkesbury a Netflix 2020-as Enola Holmes című filmjében.

## Filmográfia

### Nagyjátékfilm
| Év   | Magyar cím                     | Eredeti cím      | Szerep                  | Magyar hang    |
| ---- | ------------------------------ | ---------------- | ----------------------- | -------------- |
| 2017 |                                | Amazon Adventure | Henry Bates fiatalon    |                |
| 2017 | Paddington 2. (törölt jelenet) | Paddington 2.    | G-Man                   |                |
| 2020 | Enola Holmes                   | Enola Holmes     | Viscount Tewkesbury     | Bauer Gergő    |
| 2021 |                                | The Lost Girls   | Pán Péter               |                |
| 2022 | Enola Holmes 2.                | Enola Holmes 2   | Viscount Tewkesbury     | Bauer Gergő    |
| 2024 | Argylle: A szuperkém           | Argylle          | Aubrey Argylle fiatalon | L. Nagy Attila |

### Rövidfilm
| Év   | Cím           | Szerep       |
| ---- | ------------- | ------------ |
| 2014 | About a Dog   | Gav fiatalon |
| 2014 | Beneath Water | Felix        |
| 2016 | Second skin   | fiú          |

### Televízió
| Év   | Magyar cím         | Cím                         | Szerep              | Megjegyzések       |
| ---- | ------------------ | --------------------------- | ------------------- | ------------------ |
| 2014 |                    | Boomers                     | Alf                 | 1 epizód           |
| 2019 | A Mediciek hatalma | Medici: Masters of Florence | Piero de 'Medici    | 3. évad (4 epizód) |
| 2022 |                    | Pistol                      | Sid Vicious         | főszereplő         |
| 2024 | Cáfolat            | Disclaimer                  | Jonathan Brigstocke | főszereplő         |

## Fordítás
- Ez a szócikk részben vagy egészben  a   Louis Partridge című angol Wikipédia-szócikk ezen változatának fordításán alapul.  Az eredeti cikk szerkesztőit annak laptörténete sorolja fel. Ez a jelzés csupán a megfogalmazás eredetét és a szerzői jogokat jelzi, nem szolgál a cikkben szereplő információk forrásmegjelöléseként.